# Recopa de la Concacaf 1995
La Recopa de 1995 fue la cuarta edición de la Recopa de la Concacaf. El torneo inició el 19 de abril de 1995 y finalizó el 4 de abril de 1996.
El equipo campeón fue el club mexicano Tecos de la UAG, quien derrotó en la final al Luis Ángel Firpo de El Salvador, por marcador de dos goles a uno. Los partidos de semifinales, tercer lugar y la final se disputaron en Santa Ana, California.

## Equipos participantes
En cursiva los equipos debutantes en el torneo.
| País                         | Equipo              | Vía de clasificación                                 |
| ---------------------------- | ------------------- | ---------------------------------------------------- |
| Aruba 1 cupo                 | RCA                 | Desconocido                                          |
| Antillas Neerlandesas 1 cupo | CRKSV Jong Colombia | Campeón Campeonato de las Antillas Neerlandesas 1994 |
| México · 1 cupo              | Tecos UAG           | Desconocido                                          |
| El Salvador · 1 cupo         | CD Luis Ángel Firpo | Desconocido                                          |
| Honduras 1 cupo              | CD Marathón         | Campeón Copa de Honduras 1994                        |
| Guatemala · 1 cupo           | CSD Suchitepéquez   | Campeón Copa de Guatemala 1993-94                    |
| Nicaragua · 1 cupo           | FC San Marcos       | Campeón Copa de Nicaragua 1994                       |
| Guadalupe 1 cupo             | Arsenal Club        | Campeón Copa de Guadalupe 1994                       |
| Guayana Francesa 1 cupo      | Club Colonial       | Campeón Copa de Guyana Francesa 1993-94              |
| Guyana 1 cupo                | Western Tigers FC   | Campeón GFF Superliga 1994                           |
| Panamá · 1 cupo              | Cosmos FC           | Desconocido                                          |
| Belice 1 cupo                | Acros Crystal       | Desconocido                                          |

## Zona Centroamericana

### Zona A
| 19 de abril de 1995 | Luis Ángel Firpo | 8:0 | San Marcos | Estadio Sergio Torres, Usulután |  |

| 9 de mayo de 1995 | San Marcos          | 1:2 (Global 1:10) | Luis Ángel Firpo          | Estadio Dennis Martínez, Managua |  |
|                   | Pedro García Moreno |                   | Desconocido · Desconocido |                                  |  |

### Ronda preliminar

#### Marathón - Cosmos
| 14 de marzo de 1995 | Marathón                                                                   | 4:1 | Cosmos         | Estadio Francisco Morazán, San Pedro Sula |  |
|                     | Adonis Flores · Ottavio Santana · Rodiney De Oliveira · Luis Enrique Cálix |     | Ferdin Sánchez |                                           |  |

| 16 de marzo de 1995 | Cosmos | 0:4 (Global 1:8) | Marathón                          | Estadio Francisco Morazán, San Pedro Sula |  |
|                     |        |                  | Luis Enrique Cálix · Walter Trejo |                                           |  |

#### Suchitepéquez - Acros Crystal
| Equipo Local Ida | Resultado | Equipo Visitante Ida | Ida   | Vuelta |
| ---------------- | --------- | -------------------- | ----- | ------ |
| Acros Crystal    | 4 - 5     | Suchitepéquez        | 2 - 3 | 2 - 2  |

### Segunda ronda
| 16 de julio de 1995 | Suchitepéquez   | 1:1 | Marathón     | Estadio Carlos Salazar Hijo, Mazatenango |  |
|                     | David Hernández |     | Iván Nolasco |                                          |  |

| 22 de julio de 1995 | Marathón                                                             | 5:0 (Global 6:1) | Suchitepéquez | Estadio Francisco Morazán, San Pedro Sula |  |
|                     | Luis Enrique Cálix · Geovanny Durón · Ottavio Santana · Walter Trejo |                  |               |                                           |  |

## Zona del Caribe

### Ronda preliminar

#### Arsenal - RCA
| 8 de marzo de 1995 | Arsenal | 1:0 | RCA | Estadio René Serge Nabajoth, Basse-Terre |  |

| 25 de marzo de 1995 | RCA              | 1:2 (Global 1:3) | Arsenal                   | Estadio Ergilio Hato, Willemstad |  |
|                     | Raymond Davelaar |                  | Desconocido · Desconocido |                                  |  |

#### Jong Colombia - Colonial
| 22 de marzo de 1995 | Club Colonial                            | 3:1 | Jong Colombia | Estadio de Baduel, Cayena |  |
|                     | Regis Allen · Marc Dinga · Miguel Massia |     | Desconocido   |                           |  |

| 5 de abril de 1995 | Jong Colombia | 5:0 (Global 6:3) | Club Colonial | Estadio Ergilio Hato, Willemstad |  |

### Primera ronda
| 19 de mayo de 1995 | Jong Colombia | 2:1 | Arsenal | Estadio Ergilio Hato, Willemstad |  |

| 10 de junio de 1995 | Arsenal | 0:0 (Global 1:2) | Jong Colombia | Estadio René Serge Nabajoth, Basse-Terre |  |

### Segunda ronda
| 23 de septiembre de 1995 | Jong Colombia | 5:3 | Western Tigers | Estadio Ergilio Hato, Willemstad |  |

| 30 de septiembre de 1995 | Western Tigers | 1:1 (Global 4:6) | Jong Colombia | Estadio de Baduel, Cayena |  |

## Fase final

### Cuadro de desarrollo
|  | Semifinales           | Semifinales           |   |                       | Final                 | Final |  |
|  |                       |                       |   |                       |                       |       |  |
|  |                       |                       |   |                       |                       |       |  |
|  | 2 de abril, Santa Ana |                       |   |                       |                       |       |  |
|  | Tecos UAG             | 2                     |   |                       |                       |       |  |
|  | Marathón              | 1                     |   |                       |                       |       |  |
|  |                       |                       |   |                       |                       |       |  |
|  |                       |                       |   |                       | 4 de abril, Santa Ana |       |  |
|  |                       |                       |   |                       | Tecos UAG             | 2     |  |
|  |                       | Luis Ángel Firpo      | 1 |                       |                       |       |  |
|  |                       |                       |   |                       |                       |       |  |
|  |                       |                       |   |                       |                       |       |  |
|  |                       |                       |   |                       | Tercer lugar          |       |  |
|  | 2 de abril, Santa Ana | 2 de abril, Santa Ana |   | 4 de abril, Santa Ana | 4 de abril, Santa Ana |       |  |
|  | Luis Ángel Firpo      | 8                     |   | Marathón              | 12                    |       |  |
|  | Jong Colombia         | 0                     |   |                       | Jong Colombia         | 0     |  |

### Semifinales

#### Tecos UAG - Marathón
| 2 de abril de 1996 | Tecos UAG                                         | 2:1 (1:1) | Marathón                      | Santa Ana Stadium, California |  |
|                    | Felipe Del Ángel Malibrán 22' · Eustacio Rizo 89' |           | Jurandy De Jesus Damacena 35' |                               |  |

#### Luis Ángel Firpo - Jong Colombia
| 2 de abril de 1996 | Luis Ángel Firpo                                                                          | 8:0 (4:0) | Jong Colombia | Santa Ana Stadium, California |  |
|                    | Julio Millán 11' · Ari Da Silva 15' 63' 83' · Klay Marzón 21' 75' · Pedro Vásquez 40' 57' |           |               |                               |  |

### Tercer lugar
| 4 de abril de 1996 | Marathón | 12:0 (7:0) | Jong Colombia | Santa Ana Stadium, California |  |
|                    | Ottavio Santana 7' 14' 17' · 37' 61' 76' 82' · Byron Suazo 1' · Luis Perdomo 12' · Pompilio Cacho 22' · Mario Beata 66' · Jose Christiano Pinheiro De Araujo 78' |            |               |                               |  |

### Final
| 4 de abril de 1996 | Tecos UAG                                          | 2:1 (1:1) | Luis Ángel Firpo      | Santa Ana Stadium, California                             |                                                           |
|                    | Felipe del Ángel Malibrán 24' · Agustín García 88' |           | Geovani Trigueros 34' | Asistencia: 4,200 espectadores Árbitro(s): Arturo Angeles | Asistencia: 4,200 espectadores Árbitro(s): Arturo Angeles |

|            | POR        | Carlos Briones            |     |
|            | DEF        | Mauricio Gómez            |     |
|            | DEF        | Sergio Gómez              | 57' |
|            | DEF        | Gilberto Adame            |     |
|            | DEF        | Markus López              |     |
|            | MED        | Mauricio Gallaga          |     |
|            | MED        | Felipe del Ángel Malibrán |     |
|            | MED        | Flavio Davino             |     |
|            | DEL        | Héctor Enriquez Rosales   |     |
|            | DEL        | Angel Monares             | 66' |
|            | DEL        | Luis Armando González     | 57' |
| Entrenador | Entrenador | Julio César Uribe         |     |

|            | POR        | Misael Alfaro     |     |
|            | DEF        | Geovani Trigueros |     |
|            | DEF        | Leonel Carcamo    |     |
|            | DEF        | Julio Millán      |     |
|            | DEF        | Pedro Vásquez     |     |
|            | MED        | Raúl Toro Basáez  |     |
|            | MED        | Juan García Gamez |     |
|            | MED        | Mauricio D'Santo  |     |
|            | DEL        | Ari Da Silva      |     |
|            | DEL        | Fernando Lazo     |     |
|            | DEL        | Klay Marzón       | 46' |
| Entrenador | Entrenador | Kiril Dojcinovski |     |

|  | DEF | Agustín García       | 57' |
|  | DEL | Eustacio Rizo Escote | 57' |
|  | DEL | Juan Parra           | 66' |

|  | DEL | Celio Rodríguez Da Silva | 46' |

| Anotado | 24' | Felipe Del Ángel Malibrán | 1:0 |
| Anotado | 88' | Agustín García            | 2:0 |

| Anotado | 34' | Geovani Trigueros | 1:1 |

| Árbitro | Arturo Angeles |

|            | POR        | Carlos Briones            |     |
|            | DEF        | Mauricio Gómez            |     |
|            | DEF        | Sergio Gómez              | 57' |
|            | DEF        | Gilberto Adame            |     |
|            | DEF        | Markus López              |     |
|            | MED        | Mauricio Gallaga          |     |
|            | MED        | Felipe del Ángel Malibrán |     |
|            | MED        | Flavio Davino             |     |
|            | DEL        | Héctor Enriquez Rosales   |     |
|            | DEL        | Angel Monares             | 66' |
|            | DEL        | Luis Armando González     | 57' |
| Entrenador | Entrenador | Julio César Uribe         |     |

|            | POR        | Misael Alfaro     |     |
|            | DEF        | Geovani Trigueros |     |
|            | DEF        | Leonel Carcamo    |     |
|            | DEF        | Julio Millán      |     |
|            | DEF        | Pedro Vásquez     |     |
|            | MED        | Raúl Toro Basáez  |     |
|            | MED        | Juan García Gamez |     |
|            | MED        | Mauricio D'Santo  |     |
|            | DEL        | Ari Da Silva      |     |
|            | DEL        | Fernando Lazo     |     |
|            | DEL        | Klay Marzón       | 46' |
| Entrenador | Entrenador | Kiril Dojcinovski |     |

|  | DEF | Agustín García       | 57' |
|  | DEL | Eustacio Rizo Escote | 57' |
|  | DEL | Juan Parra           | 66' |

|  | DEL | Celio Rodríguez Da Silva | 46' |

| Anotado | 24' | Felipe Del Ángel Malibrán | 1:0 |
| Anotado | 88' | Agustín García            | 2:0 |

| Anotado | 34' | Geovani Trigueros | 1:1 |

| Árbitro | Arturo Angeles |

| Campeón Tecos de la UAG 1° título |